# Penny Marshall
Carole Penny Marshall (New York, 15 ottobre 1943 – Los Angeles, 17 dicembre 2018) è stata un'attrice, regista e produttrice cinematografica statunitense.

## Biografia
Figlia di Anthony Wallace Marshall (1906-1999), un produttore cinematografico statunitense figlio di immigrati italiani di San Martino sulla Marrucina (Provincia di Chieti in Abruzzo) - che nacque con il cognome Masciarelli e di Marjorie Irene Ward (1908-1983), (un'insegnante di danza statunitense di origini scozzesi e inglesi), era sorella del regista Garry Marshall. Iniziò a recitare nel 1968, ma diventò famosa grazie al ruolo di Laverne de Fazio nella sitcom Laverne & Shirley (1976-1983).
Passò poi alla regia, dirigendo Whoopi Goldberg in Jumpin' Jack Flash (1986) e Tom Hanks in Big (1988), mentre nel 1990 realizza Risvegli con Robert De Niro e Robin Williams. Dirige inoltre anche Ragazze vincenti, Mezzo professore tra i marines, Uno sguardo dal cielo e I ragazzi della mia vita. Fu sposata dal 1971 al 1981 con il regista Rob Reiner. Nel 1993, in occasione della sua visita alla cittadina d'origine, ha ricevuto la cittadinanza onoraria del comune di San Martino sulla Marrucina. Dopo aver contrastato un tumore al fegato tra il 2010 e il 2012, è morta nella sua casa di Hollywood all'età di 75 anni per complicazioni derivanti dal diabete mellito di tipo 1.

## Filmografia

### Attrice

#### Cinema
- Uffa papà quanto rompi! (How Sweet It Is!), regia di Jerry Paris (1968)
- La cavalletta (The Grasshopper), regia di Jerry Paris (1970)
- 1941 - Allarme a Hollywood (1941), regia di Steven Spielberg (1979)
- Dinosauri a colazione (Movers & Shakers), regia di William Asher (1985)
- Un amore rinnovato (She's Having a Baby), regia di John Hughes (1988)
- Insieme per forza (The Hard Way), regia di John Badham (1991)
- Hocus Pocus, regia di Kenny Ortega (1993)
- Get Shorty, regia di Barry Sonnenfeld (1995)
- Special Delivery, regia di Kenneth Carson (1999)
- Alta fedeltà (High Fidelity), regia di Stephen Frears (2000)
- Alice una vita sottosopra (Alice Upside Down), regia di Sandy Tung (2007)
- Blonde Ambition - Una bionda a NY (Blonde Ambition), regia di Scott Marshall (2007)
- Capodanno a New York (New Year's Eve), regia di Garry Marshall (2011)
- Estate a Staten Island (Staten Island Summer), regia di Rhys Thomas (2015)
- Mother's Day, regia di Garry Marshall (2016)

#### Televisione
- Quella strana ragazza (That Girl) – serie TV, episodi 3x06-4x10 (1968-1969)
- Tony e il professore (My Friend Tony) – serie TV, episodio 1x12 (1969)
- Dove vai Bronson? (Then Came Bronson) – serie TV, episodio 1x01 (1969)
- Love, American Style – serie TV, episodio 1x14 (1970)
- A piedi nudi nel parco (Barefoot in the Park) – serie TV, episodio 1x04 (1970)
- Disneyland (The Wonderful World of Disney) – serie TV, episodi 17x04-17x05 (1970)
- La femminista e il poliziotto (The Feminist and the Fuzz), regia di Jerry Paris – film TV (1971)
- The Bob Newhart Show – serie TV, episodio 1x01 (1972)
- La strana coppia (The Odd Couple) – serie TV, 27 episodi (1972-1974)
- Banacek – serie TV, episodio 1x07 (1973)
- Un amore di contrabbasso (Friends and Lovers) – serie TV, 14 episodi (1974-1975)
- Mary Tyler Moore (The Mary Tyler Moore Show) – serie TV, 3 episodi (1974-1976)
- Chico and the Man – serie TV, episodio 2x06 (1975)
- Happy Days – serie TV, 5 episodi (1975-1979)
- Good Heavens – serie TV, episodio 1x02 (1976)
- Laverne & Shirley – serie TV, 178 episodi (1976-1983)
- Le ragazze di Blansky (Blansky's Beauties) – serie TV, episodio 1x08 (1977)
- Mork & Mindy – serie TV, episodio 1x01 (1978)
- Henry e Kip (Bosom Buddies) – serie TV, episodio 2x11 (1982)
- Taxi – serie TV, episodio 5x13 (1983)
- Love Thy Neighbor, regia di Gerard Anthony Bill – film TV (1984)
- The Odd Couple: Together Again, regia di Robert Klane – film TV (1993)
- Nash Bridges – serie TV, episodio 3x16 (1998)
- Frasier – serie TV, episodio 11x12 (2004)
- Bones – serie TV, episodio 1x10 (2006)
- Entourage – serie TV, episodio 3x05 (2006)
- Portlandia – serie TV, episodio 2x08 (2012)
- Sam & Cat – serie TV, episodio 1x17 (2013)

### Regista
- Jumpin' Jack Flash (1986)
- Big (1988)
- Risvegli (Awakenings) (1990)
- Ragazze vincenti (A League of Their Own) (1992)
- Mezzo professore tra i marines (Renaissance Man) (1994)
- Uno sguardo dal cielo (The Preacher's Wife) (1996)
- I ragazzi della mia vita (Riding in Cars with Boys) (2001)

## Doppiatrici italiane
Nelle versioni in italiano dei suoi film, Penny Marshall è stata doppiata da:
- Mariella Furgiuele in Laverne & Shirley
- Anna Rita Pasanisi in Insieme per forza
- Piera Vidale in Hocus Pocus
- Aurora Cancian in Blonde Ambition - Una bionda a NY
- Laura Gianoli in Happy Days
- Melina Martello in Mother's Day
- Stefania Romagnoli in Entourage

Da doppiatrice è stata sostituita da:
- Graziella Polesinanti in Scooby-Doo e il mistero del Rock'n'Roll